# Borstelstaartkangoeroeratten
De borstelstaartkangoeroeratten (Bettongia) vormen een geslacht van buideldieren uit de familie der kangoeroeratten (Potoroidae). De wetenschappelijke naam van het geslacht werd in 1837 gepubliceerd door John Edward Gray.

## Kenmerken
Borstelstaartkangoeroeratten hebben een brede kop, een korte bek en vaak een "borstel" van lange haren op de staart. De neus is naakt.

## Leefwijze
Ze zijn 's nachts actief, leven op de grond en eten over het algemeen vooral schimmels. Ze paren het hele jaar door; vrouwtjes kunnen per jaar tot drie jongen krijgen.

## Soorten
Dit geslacht heeft de volgende soorten:
- Bettongia gaimardi – Tasmaanse borstelstaartkangoeroerat (Tasmanië; uitgestorven op het vasteland van Zuidoost-Australië)
- Bettongia lesueur – Lesueurborstelstaartkangoeroerat (eilanden voor de kust van West-Australië; uitgestorven op grote delen van het Australische vasteland)
- Bettongia penicillata – Borstelstaartkangoeroetrat (Zuidwest-West-Australië; uitgestorven in grote delen van Australië)
- Bettongia tropica (Noordoost-Queensland)
- Bettongia anhydra † (uitgestorven; kwam voor in de Grote Zandwoestijn)[3]
- Bettongia pusilla † (uitgestorven; kwam voor op de Nullarborvlakte)

## Verspreiding
De soorten uit dit geslacht komen nu alleen nog voor in Noordoost-Queensland, op Tasmanië, in het zuidwesten van West-Australië en op enkele eilanden ten noordwesten van West-Australië, terwijl het vroeger voorkwam in zeer grote delen van Australië.